# Phi Cygni
Désignations
Phi Cygni (φ Cygni / φ Cyg) est une étoile binaire de la constellation boréale du Cygne. Elle est visible à l'œil nu avec une magnitude apparente de 4,70. Le système présente une parallaxe annuelle de 12,25 mas mesurée par le satellite Hipparcos, ce qui permet d'en déduire qu'il est distant d'environ ∼ 266 a.l. (∼ 81,6 pc) de la Terre. Il s'éloigne du Système solaire à une vitesse radiale héliocentrique de +4,5 km/s.

## Propriétés
φ Cygni est une binaire spectroscopique à raies doubles, ce qui signifie que les raies d'absorption des deux composantes sont visibles dans le spectre. Les deux ensembles de raies spectrales sont presque identiques et les deux étoiles se sont vues assigner un type spectral de K0III, ce qui indique que ce sont des géantes rouges évoluées. Elles sont considérées comme des géantes du red clump, qui fusionnent l'hélium dans leur noyau et qui sont situées sur la branche horizontale, mais en raison de leur métallicité et de la taille de leurs enveloppes d'hydrogène, elles apparaissent comme étant non loin de la branche des géantes rouges. On pense que les deux étoiles ont le même âge, qui serait autour de 650 millions d'années,.
La paire complète une orbite selon une période de 434,208 jours, soit 1,2 année terrestre, un demi-grand axe de 26,9 mas, et selon une excentricité importante de 0,56. La composante primaire, désignée φ Cygni A, est 2,16 fois plus massive que le Soleil. Son rayon est 8,9 fois plus grand que le rayon solaire, elle est 44 fois plus lumineuse que le Soleil et sa température de surface est de 4 875 K. Son compagnon, φ Cygni B, possède des propriétés assez semblables. L'étoile est 2,06 fois plus massive que le Soleil, son rayon est 7,8 fois plus grand que le rayon solaire, elle est 34 fois plus lumineuse que le Soleil et sa température de surface est également de 4 875 K.